# Culicoides margipictus
Culicoides margipictus är en tvåvingeart som beskrevs av Qu och Wang 1994. Culicoides margipictus ingår i släktet Culicoides och familjen svidknott. Inga underarter finns listade i Catalogue of Life.